# Wodos (przystanek kolejowy)
Wodos (ros. Водос) – mijanka i przystanek kolejowy w miejscowości Wodos, w rejonie czudowskim, w obwodzie nowogrodzkim, w Rosji. Położona jest na linii Wołchow – Czudowo.